# کریس ماوینگا
کریس ماوینگا (انگلیسی: Chris Mavinga؛ زادهٔ ۲۶ مهٔ ۱۹۹۱) بازیکن فوتبال اهل فرانسه است.
از باشگاه‌هایی که در آن بازی کرده‌است می‌توان به باشگاه فوتبال پاری سن ژرمن، باشگاه فوتبال خنک، باشگاه فوتبال رن، باشگاه فوتبال استاد رنس، باشگاه فوتبال لیورپول، باشگاه فوتبال روبین کازان، باشگاه فوتبال تروا، تیم ملی فوتبال زیر ۲۱ سال فرانسه، تیم ملی فوتبال جمهوری کنگو، و باشگاه فوتبال خنک اشاره کرد.
وی همچنین در تیم‌های ملی فوتبال France U18 France U19 France U20 France U21 DR Congo بازی کرده‌است.